# إيليا الصليبي
المثلث الرحمات المطران إيليا الصليبي (1881-1970)؛ ويعرف أيضًا باسم مطران بيروت وتوابعها أو متروبوليت بيروت و توابعها. أسقف أرثوذوكسي لبناني. انتُخِب مطرانًا بشكلٍ رسميٍّ في  كاتدرائيّة القدّيس جاورجيوس في وسط بيروت المعروفة باسم أبرشية بيروت في العام 1936، وظل إثر ذلك على رأس الكنيسة الأرثوذكسية في بيروت حتى العام  1970. حاز على أكثر من سبعة عشر وسامًا تقديرًا لأعماله الدينيّة ومشاريعه الدنيويّة.

## عنه
سيم إيليا الصليبي راهبًا على يد المطران غفرائيل شاتيلا، وفي سنة 1907، سامه المطران جراسيموس يارد شماسًا إثر وفاة البطريرك غريغوريوس. ثم رُقّي إلى رتبة رئيس أساقفة في 5 أبريل 1929. وفي 29 سبتمبر 1936، انتخبَ على يد البطريرك ألكسندروس الثالث راعيًا لأبرشية بيروت خلفًا لمُعلّمهِ جراسيموس يارد. والمطران إيليا عم المطران غفرائيل الصليبي مطران أوروبا الغربية الذي توفي في باريس. 